# Jannetje Visser-Roosendaal
Jannetje Visser-Roosendaal (Binnenwijzend (voormalige gemeente Westwoud), 30 april 1899 - Venhuizen, 20 maart 1990) was een Nederlandse schrijfster van voornamelijk streekromans, die zich afspelen op het boerenland in West-Friesland in de eerste helft van de 20e eeuw. Zij schreef in totaal meer dan 50 boeken.

## Leven en werk
Visser-Roosendaal debuteerde in 1920 met een kort verhaal, waarmee ze een prijs won bij een regionaal dagblad dat een schrijfwedstrijd had uitgeschreven. Vanaf dat moment tot 1944 schreef zij korte verhalen die gebundeld werden en in 1978 uitgegeven onder de naam De hertekop. De meeste verhalen in haar boeken zijn gesitueerd in en om het dorp Venhuizen van rond de eeuwwisseling.
In 1934 kwam haar eerste roman uit, getiteld De mens wikt..., waarmee zij ƒ 100,- verdiende. In de beginjaren van de Tweede Wereldoorlog (in 1941) werd haar vijfde roman ....tot in den dood door de  Duitsers in beslag genomen omdat die als verzetslectuur werd beschouwd.
Enkele andere titels van haar romans zijn: Wie wind zaait, De enkele daad, Er was eens, En toch.... Haar romans werden uitgegeven door Kok, Kampen, Gottmer in Haarlem en Westfriesland in Hoorn.
Visser-Roosendaal werd voor haar werk koninklijk onderscheiden in 1972.
Een jaar later benoemde het Westfries Genootschap haar tot Lid van Verdienste en in haar woonplaats Venhuizen werd in 1974 een straat naar haar genoemd.

## Privé
Visser-Roosendaal trouwde in 1919 met Piet Visser, van wie zij in 1966 weduwe werd.
Zij overleed op 90-jarige leeftijd en werd op 23 maart 1990 begraven.